# Sferisterio de Macerata
El Sferisterio de Macerata es un sferisterio ubicado en la ciudad de Macerata, Italia.

## Historia
El pallone fue un deporte muy popular en Italia durante casi cinco siglos, y su origen se remonta al siglo XV. Los habitantes de Macerata decidieron que necesitaban un lugar grande para practicarlo y presenciarlo, y que además pudiera utilizarse para espectáculos públicos como circos e incluso corridas de toros. Un centenar de ciudadanos reunieron el dinero y consiguieron que el arquitecto Ireneo Aleandri lo diseñara y construyera. El diseño implicó la destrucción y reconstrucción de algunas de las murallas históricas de la ciudad junto a la puerta del mercado.
El lado estrecho del sitio es un muro de 18 metros de altura y 88 metros de longitud, a lo largo del cual hay una línea de arcos separados por 56 columnas que soportan una doble fila de palcos, y una galería de piedra, todo ello de estilo neoclásico.
Con el paso de los años, la popularidad del pallone disminuyó y el fútbol lo sustituyó. En 1919 se niveló la superficie para permitir la práctica de este deporte, además de adecuar algunas canchas de tenis. Desde 1871, el sterisferio se utilizaba para algún evento teatral ocasional, pero a partir de 1914 se empezó a representar ópera allí.
Hoy en día tiene capacidad para más de 3 000 espectadores. El escenario tiene 14,5 metros de profundidad y 40 de ancho, con alas de 10 metros a cada lado. Su forma es bastante inusual para las actuaciones musicales (los músicos de cada extremo del foso no pueden oírse entre sí), pero en el centro goza de buena acústica.